# کار پاره‌وقت

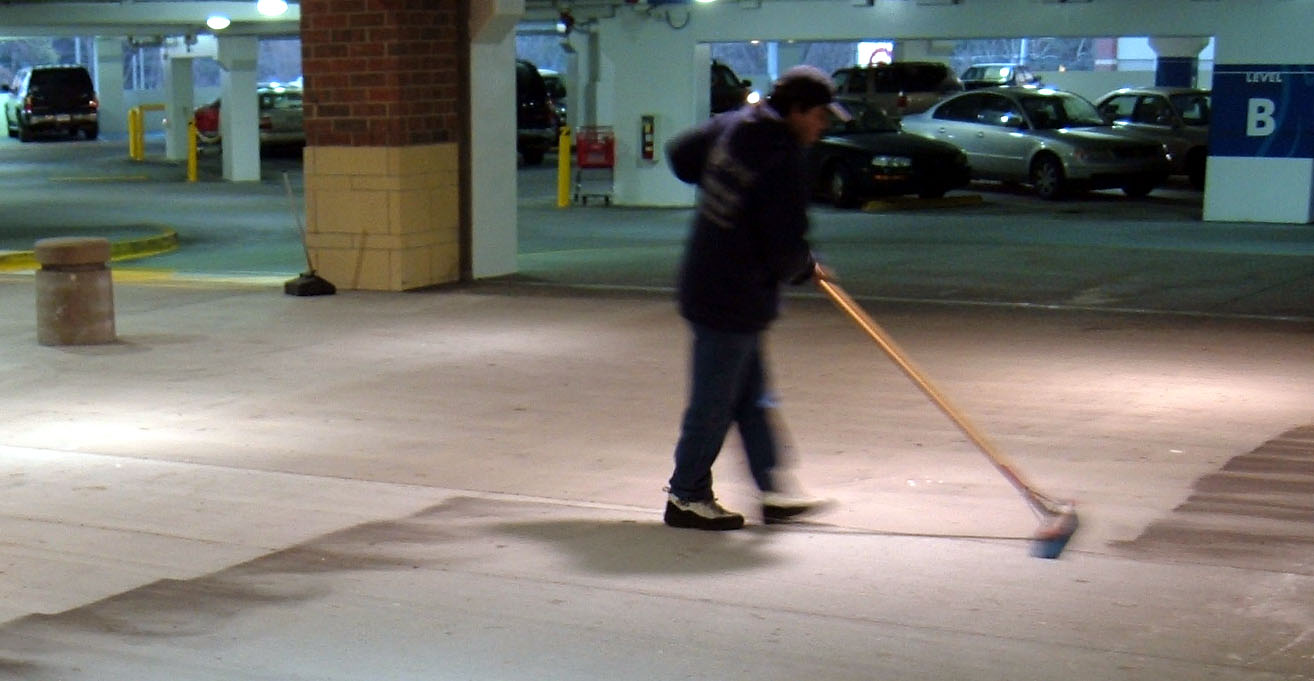
رفتگری و پاکبانی که اکثرا نیروی ازاد پاره وقت هستند

شغل پاره وقت نوعی از استخدام است که ساعات کمتری در هفته نسبت به کار تمام وقت دارد. این افراد به صورت شیفتی کار می‌کنند. جابجایی‌ها اغلب چرخشی هستند. اگر کارگران معمولاً کمتر از ۳۰ ساعت در هفته کار کنند، به عنوان شاغلان پاره وقت در نظر گرفته می‌شوند. بر اساس گزارش سازمان بین‌المللی کار، تعداد کارگران پاره وقت در ۲۰ سال گذشته در اکثر کشورهای توسعه یافته به استثنای ایالات متحده از یک چهارم به نیمی افزایش یافته‌است. دلایل زیادی برای کار پاره وقت وجود دارد، از جمله؛ تمایل به انجام این کار، کاهش ساعات کاری توسط کارفرما یا ناتوانی در یافتن شغل تمام وقت. کنوانسیون ۱۷۵ سازمان بین‌المللی کار می‌خواهد تا با کارگران پاره‌وقت به‌سان کارگران تمام وقت برخورد شود.

## یادکرد
1. 1 2  "Inclusive Labour Markets, Labour Relations and Working Conditions Branch (INWORK) (INWORK)" (PDF).
2. ↑  ILO Part Time Work Convention No 175 بایگانی‌شده  در ۲۰۰۴-۰۱-۱۳ توسط کتابخانه کنگره بایگانی‌های اینترنت